# Гаврині

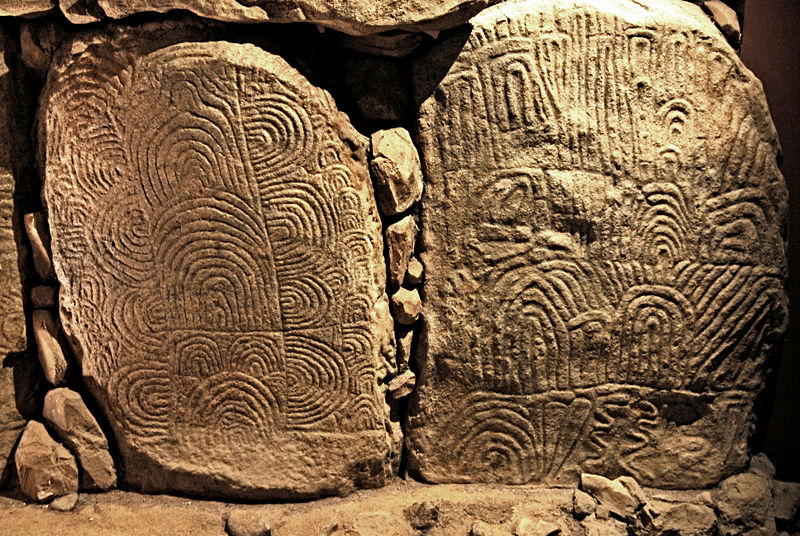
Декоративні плити з коридору в Гаврині. Копія в музеї Бугонського некрополя

Гаврині́ (брет. Gavriniz, фр. Gavrinis) — невеликий острів у затоці Морбіан, Бретань, Франція. Гаврині відомий завдяки мегалітичній пам'ятці — коридорній гробниці епохи неоліту, де збереглися артефакти мегалітичного мистецтва.

## Географічне положення
Острів Гаврині заселений. До нього можна дістатися на катері з міста Лармор-Баден (L'Armor-Baden). Розташований у тому місці, де затока Морбіан виходить до Атлантичного океану, острів є гранітною скелею завбільшки 750 x 400 метрів.

## Назва
Традиційно вважається, що назва Gavrinis походить від бретонських слів gavr (коза) та enez (острів), себто означає «козиний острів». Проте це радше народна етимологія й вона не підтверджена. У документах за 1184 та 1202 роки, назва острова пишеться як Guirv Enes та Guerg Enes відповідно. Старе бретонське слово Guerg не має відношення до gavr, однак має паралелі з давнім галльським словом gwery або староірландським ferg, що означає «робота». Таким чином, назва могла означати «острів, що обробляється», тобто заселений.

## Коридорна гробниця

### Значення

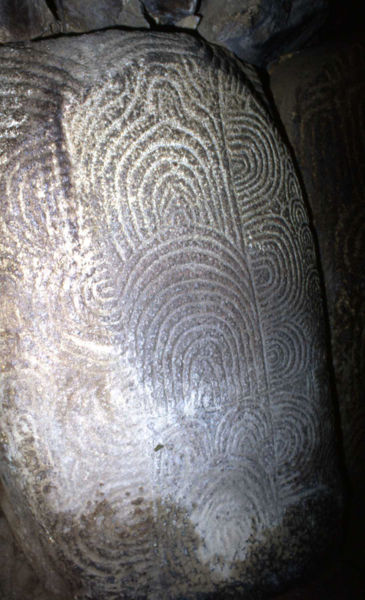
Плита з декоративним малюнком усередині коридору; привертає увагу антропоморфний мотив «щита» у верхній частині.

Коридорна гробниця, що розташована на острові, відноситься до епохи неоліту. Вона має цілу низку аналогів — бретонські мегаліти Карнак (Бретань) і Локмаріаке, ірландські мегаліти в Бру-на-Бойні та шотландський Мейсгау. Під час спорудження мегаліта, близько 3500 р. до н. е., острів ще був з'єднаний із материком. Багате внутрішнє оздоблення гробниці робить Гаврині одним з найважливіших місць, де збереглися пам'ятки європейського мегалітичного мистецтва. Гробниця добре збереглася.

### Історія досліджень
Перші археологічні дослідження було проведено 1835 року. Під час них було виявлено внутрішню камеру. Подальші дослідження провів археолог Закарі Ле Рузік, який близько 1930 р. почав реставрацію пам'ятки. Подальші розкопки проводилися у 1960-х і 1970-х роках.

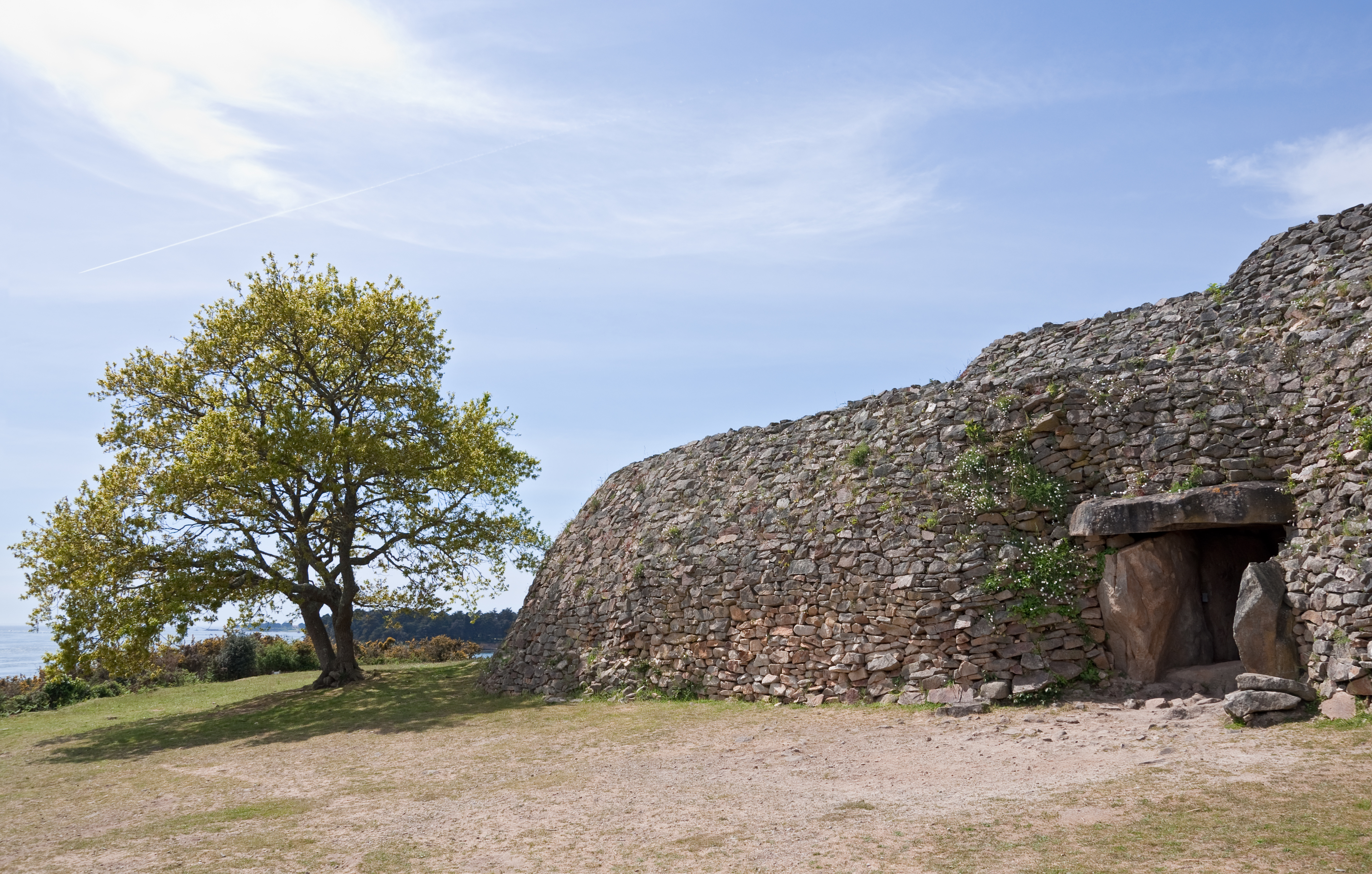
Вхід в коридорну гробницю Гаврині

### Датування
Гробниця, у порівнянні з іншими мегалітами Франції, була споруджена досить пізно. Її використання припинилося близько 3000 р. до н. е. У цей час дерев'яні конструкції, що облицьовували вхід, були спалені, після чого обвалилася частина кургану і був завалений вхід. З часом піщані наноси перетворили курган у звичайний пагорб.

### Каїрн
Діаметр кам'яного кургана (каїрна) становить близько 50 метрів. Внутрішня конструкція становить серію стін, що розділяють курган на декілька «шарів». Курган є характерним прикладом будівлі, спорудженої методом сухого мурування.

### Камера
Курган насипаний поверх самітної (майже квадратною) похоронної камери, що складається із приблизно 50 ретельно підігнаних плит. Камера розташована в центрі кургану, що має в діаметрі близько 2,5 метра. Найбільша з плит — стельова — важить близько 17 тонн. Подібні прості камери дольменного типу були поширені в Бретані у період 4500 — 3000 років до н. е. Водночас, подібні пам'ятники споруджувалися в Нормандії, Пуату, Ірландії, Великій Британії та на Іберському півострові.

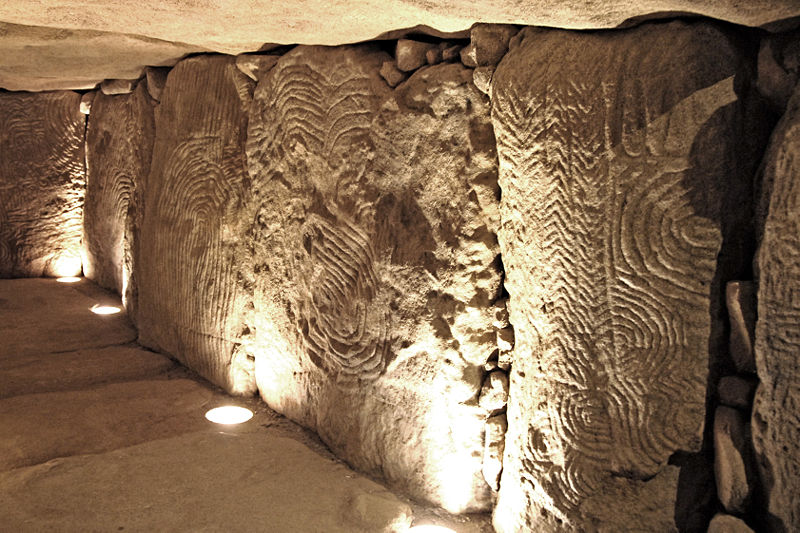
Копія фрагмента коридору з Гаврині. Музей Бугонського некрополя.

### Коридор та зображення всередині
Зовні до камери веде коридор завдовжки 14 метрів. З 29 ортостатів, що утворюють стіни коридору, 23 прикрашені вирізаними символами та візерунками. Деякі із символів зображують конкретні об'єкти, наприклад, сокири або посохи. Поширений мотив у вигляді рогів, можливо, символізує тварин, а фігура, яку умовно позначають як «щит», можливо, є стилізованим зображенням людини. Присутні й абстрактніші мотиви: зигзаги, ромби та змієподібні лінії.

### Повторне використання каменів

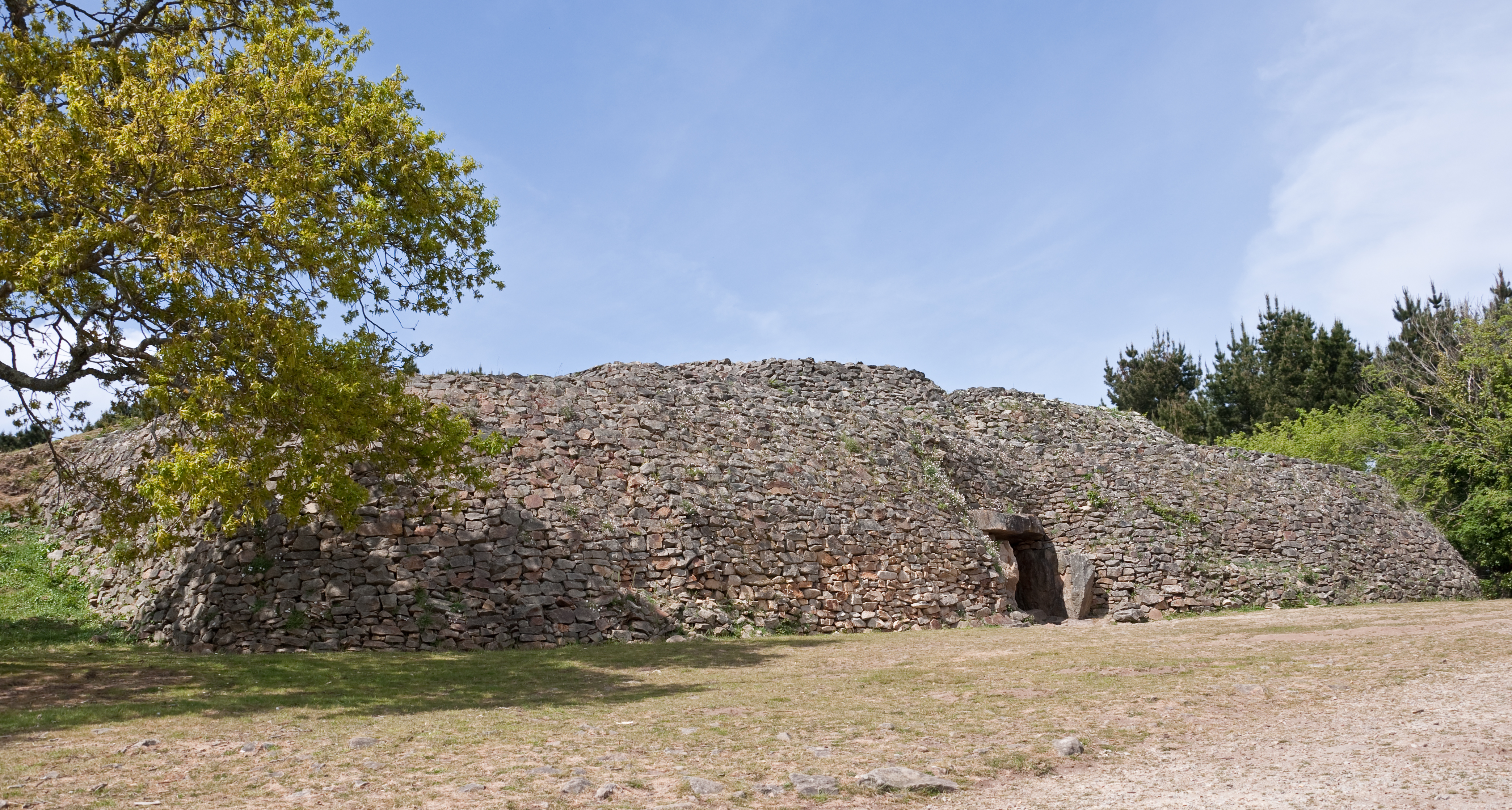
Каїрн утворює ступінчасту структуру.

1984 року археологи виявили, що зовнішній бік деяких плит, якими покритий каїрн, також був прикрашений, проте в іншому стилі, ніж його внутрішня поверхня. Очевидно, прикраси наносилися ще до спорудження каїрна. На думку археологів, принаймні частину цих плит було використано вдруге — раніше вони були частинами інших монументів. На стельовій плиті камери зображено бика, роги ще однієї тварини, а також істоту, що нагадує кашалота. Обриси цієї плити такі, що вона добре поєднується з плитами двох інших пам'яток — Табль-де-Маршан та гробниці Ер-Венгле (Er Vinglé) в Локмаріаці (Locmariaquer), що розташовані від цієї гробниці на відстані 4 км. Існує припущення, що три зазначені плити раніше разом утворювали один масивний мегаліт, схожий до менгірів в Локмаріаку, який зруйнувався або був зруйнований для повторного використання, як і три зазначені плити, а його прикраси були навмисно знищені.

## Експонована копія
Копія частини коридору з Гаврині, що зображає камені з декоративними різьбленими зображеннями, виставлена в Музеї мегалітичного некрополя кургану Бугон у Де-Севр.